# Nostalgie (sentiment)
Pour les articles homonymes, voir Nostalgie.

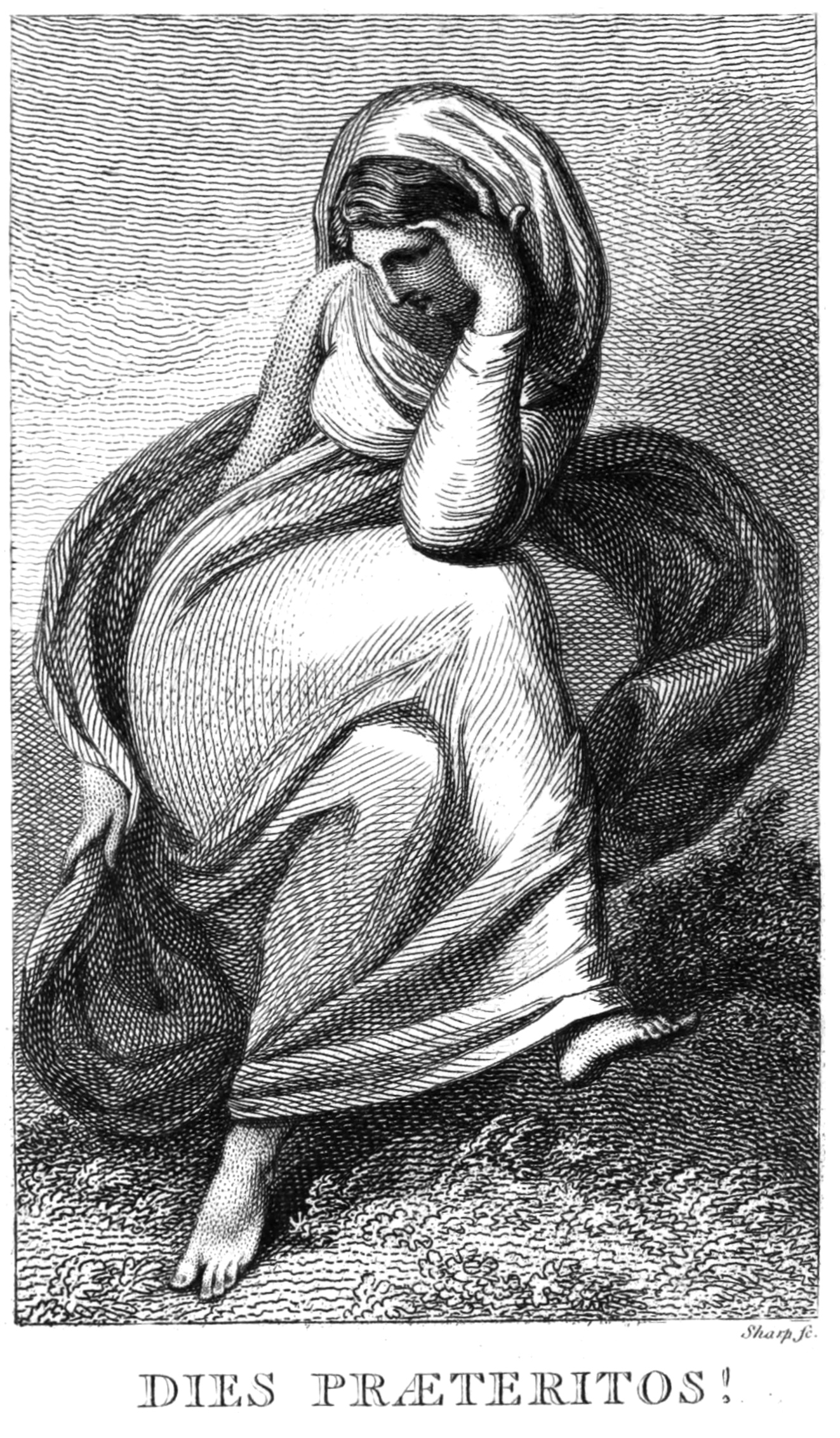
Dies Praeteritos ! (les jours passés), gravure de 1798 dans Anecdotes of Distinguished Persons.

La nostalgie est un sentiment de regret des temps passés ou de lieux disparus ou devenus lointains, auxquels on associe des sensations agréables, souvent a posteriori. Celui-ci est souvent provoqué par la perte ou le rappel d'un de ces éléments passés, les deux éléments les plus fréquents étant l'éloignement spatial et le vieillissement qui représente un éloignement temporel. Enfin, ce sentiment peut renvoyer à un regret vis-à-vis d'un désir insatisfait. 
Des théories et études récentes ont conclu que la nostalgie, quand elle n'est pas trop envahissante, est une ressource de la psyché, qui donne du sens à la vie face à une mort inéluctable, et qu'en cela elle a ou peut avoir une fonction existentielle. 

## Étymologie et définition
Étymologiquement, le terme «nostalgie» provient du grec ancien nóstos (retour) et álgos (douleur) ; dans son acception homérique, il évoque donc selon Jeff Malpas, philosophe australien (de l'université de Tasmanie, à Hobart) « le désir de retourner à la maison — un retour qui ne peut être réalisé — une forme de mal du pays, et donc déconcertant plutôt que confortable, car apportant avec lui un sentiment de remise en question essentielle de notre propre être dans le monde ».
Le dictionnaire Le Petit Larousse définit la nostalgie comme un « état de langueur causé par l'éloignement du pays natal ». Le site du CNRTL la définit comme un « Regret mélancolique d'une chose, d'un état, d'une existence », tout en précisant deux occurrences importantes pour qualifier l'objet du regret, celui :
- « que l'on a eu ou connu » (désir d'un retour dans le passé) ;
- « que l'on n'a pas eu ou pas connu » (désir insatisfait).

Selon une étude de Marshawn Brewer, de l'université Fordham de New York et publiée en 2023, les apports récents de la littérature psychologique, de la psychologie sociale, de la philosophie empirique et de nouvelles investigations historiques laissent penser qu'il existe des types très différents d'expériences nostalgiques :
1. la première, typique, a une connotation plutôt positive, et « renforce notre sentiment d'identité narrative en nous connectant à un passé idéalisé que nous avons le sentiment d'avoir vécu. Ces expériences typiques de nostalgie sont affectivement douces-amères (bien que plus douces qu'amères) et, comme l'atteste la littérature psychologique, semblent surgir à la suite d'une crise – et à partir de cette crise, la nostalgie tente de nous faire sentir à nouveau chez nous dans le monde »[9] ; M. Brewer évoque une notion d'« ancrage rétrospectif » (retrospective anchor ) qui relie l'expérience nostalgique à un sentiment de passé, via la présence à soi de la mémoire (par exemple dans le souvenir d'un événement agréable, rassurant ou valorisant que nous avons vécu dans le passé). Brewer, ajoute que cependant, un ancrage un peu similaire peut exister, se référant, cette fois, à un passé où nous n'aurions jamais vécu, rappelé ou imaginé lui-même, situé dans un temps plus ou moins lointain (imaginé comme un âge d'or, éventuellement)[9].
2. la seconde, atypique et par exemple décrite par A.J Steinbock en 1995, serait une expérience plutôt négative, nous reliant « non pas à un passé que nous avons vécu, mais à celui que nous aurions souhaité vivre. Cette forme de nostalgie conduit non pas à un renforcement de l'identité narrative mais à un affaiblissement de celle-ci[10] et à un sentiment de chagrin face à un monde auquel nous ne pourrions appartenir »[9]. Le sentiment,l'émotion nostalgique peuvent être brusquement suscité par tous les sens un son, une voix, une odeur, une musique[11],[12], un texte, une image ou un film.

En 2011, un groupe d'universitaires a conclu de plusieurs études que les personnes très narcissiques ont des souvenirs nostalgiques évoquant plus d'initiatives et de comportements proactifs et le sentiment de contrôle sur sa vie et son environnement ; ici la nostalgie conserve et exacerve même un sentiment auto-positif, mais cependant sans améliorer le lien social.
En 2016, Batcho & Shikh, deux psychologues américains, observent chez des jeunes qu'existe parfois une « nostalgie d'anticipation », reliée à la pensée du futur : il s'agit d'une forme de nostalgie correspondantà un désir de se souvenir de son passé (je regrette le présent avant même qu'il ait disparu). Statistiquement, ce « trait dispositionnel » est marquée par une distance émotionnelle et une difficulté à profiter du présent, associées à une tendance à la tristesse et à l'inquiétude.

## Origines du concept
La nostalgie, qui se présente étymologiquement comme le mal du pays, désigne souvent une mélancolie accompagnée d'un envoûtement par rapport à des souvenirs liés aux lieux de l'enfance, qu'on évoque à travers une jouissance qui est douloureuse.
Le psychiatre et psychanalyste André Bolzinger, lauréat de l'Académie nationale de médecine, a retracé l'histoire de ce concept créé en 1688 par Johannes Hofer, un médecin alsacien de 19 ans, qui lui consacra une thèse secondaire à l'université de Bâle. La nostalgie est la formulation scientifique du Heimweh, le mal du pays des mercenaires suisses de l'armée de Louis XIV, torturés par le souvenir du Heimat en entendant le Ranz des vaches, un chant traditionnel des armaillis de leur pays. Cette thèse a connu un grand retentissement.
Créé dans un sens à connotation médicale, le terme nostalgie va évoluer sémantiquement dans un sens conventionnel qui désigne ce terme comme une simple émotion.
Le mot « nostalgie » entre dans le dictionnaire de l'Académie française en 1835 avec la définition : « Maladie causée par un désir violent de retourner dans sa patrie. ». Durant la Révolution française, Pierre-François Percy, chirurgien dans l'armée républicaine, relève les mêmes symptômes chez les Bas-Bretons. Pour Chateaubriand, vers 1840, il ne s'agit plus d'une maladie mais d'un regret : « La nostalgie est le regret du pays natal ».

## Nostalgie et mélancolie
Si, quelquefois, il est possible de confondre la mélancolie avec la nostalgie, les deux termes désignent des états différents. La mélancolie est plus profonde dans la pensée à l'instar d'une personne qui demeure prisonnière de son passé liée à une apparente tristesse, voire à de la déprime. Les souvenirs liés à la mélancolie demeurent généralement plus longtemps dans la pensée humaine et peuvent revenir de façon plus récurrente.

## Nostalgie chez la personne âgée
Il est communément admis que le sentiment de nostalgie tend en général à grandir avec l'âge bien que ce sentiment puisse apparaitre dès l'adolescence.
De nombreux auteurs ont estimé que la nostalgie, tant qu'elle n'est pas pathologiquement envahissante, peut contribuer au bien-être psychologique de la personne âgée, en tant que "ressource identitaire", d'estime et d'affirmation de soi, en tant que « compétence de soi », autant d'éléments susceptibles d'être source de bien-être, de  compétences interpersonnelles et de facilitation des liens sociaux, de soutien moral et social, d'épanouissement psychologique et potentiellement de sens à la vie face à l'angoisse existentielle.

## De la nostalgie au conservatisme, et au passéisme
L'historien Raoul Girardet a analysé le caractère amplement mythique de ce dernier thème, que l'on nomme souvent la nostalgie des origines.
La nostalgie peut être caractérisée par plusieurs termes : par exemple les expressions « le bon vieux temps », « la belle époque », ou bien encore l'expression « c'était mieux avant ». La nostalgie évoque donc une vision du passé bien souvent assez peu objective et relève toujours d'un sentiment qui prétend que le passé était toujours mieux ou plus agréable que la situation actuelle et fait abstraction des éléments négatifs.
Le passéisme qui est une attitude empreinte de nostalgie du passé, d'attachement aux mœurs et aux valeurs du passé (en référence au « bon vieux temps »), peut entraîner un repli et un véritable désir profond de retourner vers les actions du temps passé.

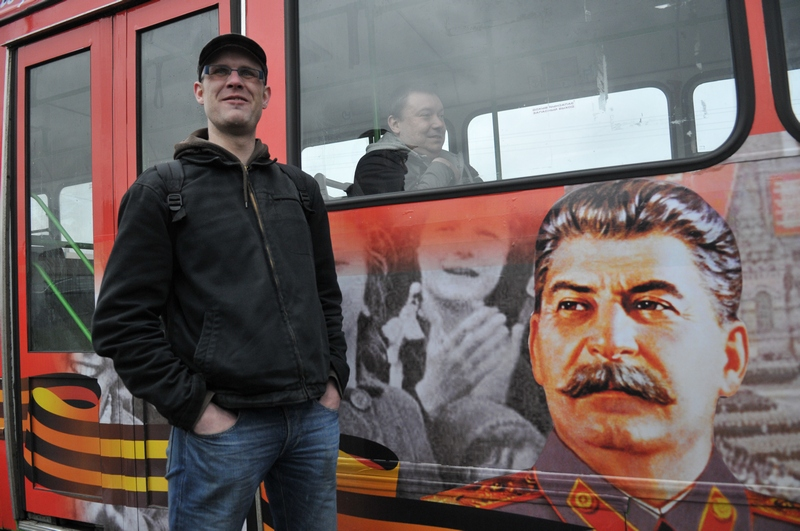
Le "Stalinobus" à Saint-Pétersbourg, décoré avec des images relatives à la Grande guerre patriotique relève de la nostalgie de l'Union soviétique

Par exemple, on nomme ostalgie, par jeu de mots, le regret par plusieurs habitants d'Europe de l'Est de certaines des caractéristiques de leur vie sous le régime communiste (sécurité de l'emploi, du logement…) en dépit du style de vie plus terne qui accompagnait celui-ci. La trame du film Good Bye, Lenin! est, en grande partie, fondée sur ce contexte. Cette forme de nostalgie qui existe également dans la nostalgie de l'Union soviétique relève d'une forme de passéisme.
Dans le monde politique, selon Joris Lammers (2023), il existe un lien fort entre nostalgie et conservatisme. Quand la nostalgie d'un monde imaginé ou idéalisé (ou d'un monde révolu) est partagée par un grand nombre de personnes ou par une communauté, elle crée une d'identité sociopolitique particulière, pour l'individu et pour le groupe. Des recherches ont montré que cette nostalgie collective du passé, quand elle concerne une nation, encourage une philosophie politique de type conservatrice. Ce phénomène est beaucoup plus fort  du côté droit de l'échiquier politique que chez les libéraux et qu'au sein des groupes politiquement classés à gauche. La nostalgie a aussi une intensité et des fonctions particulière dans les diasporas. Une étude récente (janvier 2024) suggère que les citoyens anglais ayant le plus de liens avec d'autres anglais ont une nostalgie collective plus marquée pour le royaume Uni ancien, tel qu'il était avant d'entrer dans l'UE et se disent plus souvent désireux d'un brexit ; alors que ceux plus liés à des citoyens de l'UE sont moins nostalgiques et ont plutôt le désir de réintégrer l'Union européenne.

### Différents points de vue
D'un point de vue sociologique, la concentration de certaines sociétés sur leur passé peut devenir particulièrement manifeste quand les évocations d'un âge d'or passé se font de plus en plus fréquentes. Au-delà du mythe grec, l'âge d'or est la vision d'un passé heureux et lointain qui s'éloigne de plus en plus avec le temps qui passe.
D'un point de vue culturel et artistique (notamment poétique et musical) chaque civilisation a ses variantes : blues américain, saudade portugaise, скучать(skoutchat) russe, dor balkanique, où la nostalgie se mêle de manque, de désir, de regret.
D'un point de vue médical, la nostalgie est aujourd'hui de plus en plus prise en compte comme symptôme possible de la dépression ou d'anxiété.

### Terme dérivé
Le terme solastalgie, traduction du terme anglais solastalgia(différent de l'idée d'éco-anxiété) désigne la nostalgie d'un lieu disparu, notamment pour les lieux de vie ayant disparu à cause de bouleversements climatiques.

## La nostalgie dans les arts

### En littérature
Avec la Ballade des dames du temps jadis, écrite en 1461, François Villon, en se demandant où sont passées les femmes célèbres disparues, évoque déjà une forme de nostalgie (mais où sont les neiges d'antan ?). Joachim du Bellay, poète français né vers 1522, exprime dans son recueil intitulé Les Regrets, publié en janvier 1558 son amour de son pays natal. Le sonnet « Heureux qui, comme Ulysse », qui figure dans ce recueil, souvent utilisé dans la chanson française, est considéré comme l'archétype du texte évoquant la nostalgie.
Au début du XXe siècle, Marcel Proust a écrit de 1906 à 1922, correspondant à une publication de 1913 à 1927, un roman en sept tomes intitulé À la recherche du temps perdu. Cette œuvre présente une intense réflexion sur la littérature, sur la mémoire et sur le temps.
Au XXIe siècle, l'écrivain tchèque naturalisé français Milan Kundera considère l'Odyssée d'Homère et le personnage d'Ulysse comme « l'épopée fondatrice de la nostalgie ».
La romancière belge Amélie Nothomb évoque dans son roman La Nostalgie heureuse, paru en 2013, son retour au Japon, où elle a vécu durant son enfance. Dans ce livre, elle revisite les lieux qu'elle a connus et se confronte à ses souvenirs.
Sous un aspect plus philosophique, l'écrivain et philosophe français Albert Camus définit ce sentiment dans Le Mythe de Sisyphe en écrivant « La pensée d'un homme est avant tout sa nostalgie. »
L'actrice Simone Signoret a publié en 1975 son autobiographie sous le titre La nostalgie n'est plus ce qu'elle était, ouvrage dans lequel on peut lire : « Je ne peux pas jurer que j'ai été d'une sincérité totale en affirmant que je n'ai pas de nostalgie. J'ai peut-être la nostalgie de la mémoire non partagée… ».
Le saudosismo, parfois nommé « nostalgisme » en français, est un mouvement littéraire et philosophique apparu au Portugal dans le premier quart du XXe siècle. Inspiré d'une vision du monde fondée sur le sentiment de saudade, il exprime un sentiment complexe où se mêlent mélancolie, nostalgie et espoir.

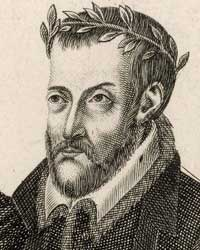
Joachim Du Bellay.
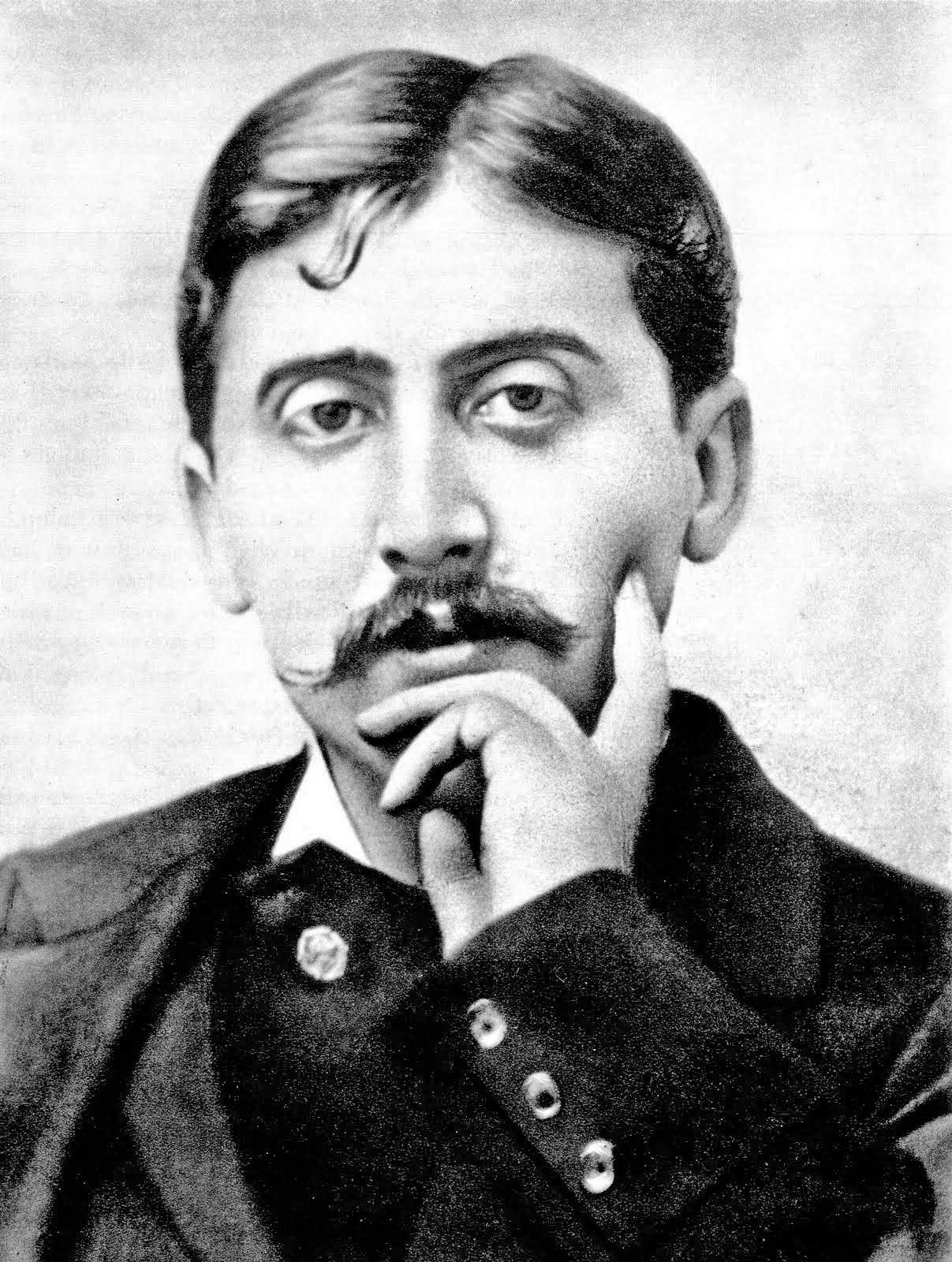
Marcel Proust.
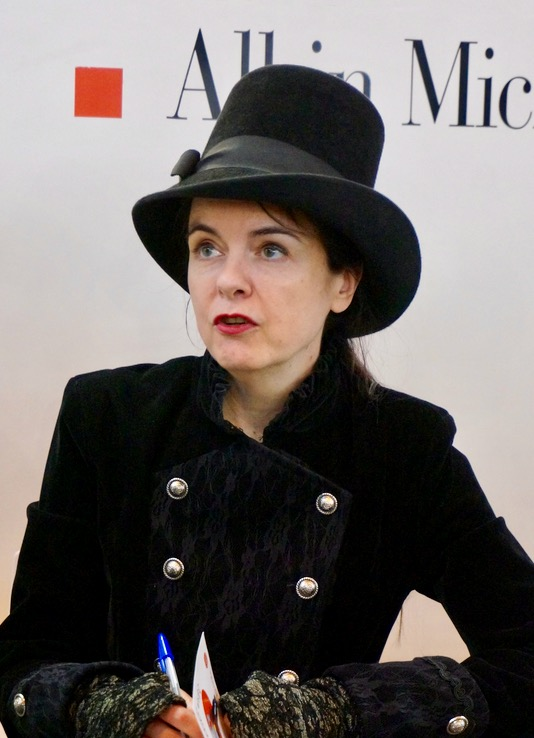
Amélie Nothomb.

### Dans la chanson
Liste, non exhaustive, de chansons dont le contenu est explicitement lié au thème de la nostalgie :
- Fréhel - Où sont tous mes amants ? (1935)
- Fréhel - Où est il donc ? du film Pépé le Moko (1936)
- Yves Montand - Les Feuilles mortes (1947)
- Édith Piaf - Non, je ne regrette rien (1960)
- Bourvil - C'était bien (Le P'tit Bal perdu) (1961)
- Charles Aznavour - Hier encore (1964)
- Dalida -  Que sont devenues les fleurs (1961)
- The Beatles (John Lennon - Paul McCartney) - Yesterday (1965)
- Charles Aznavour -  La bohème (album La Bohème , 1966) ;   Avec un brin de nostalgie (album Avec un brin de nostalgie, 2015)
- Françoise Hardy - La maison où j'ai grandi (album la maison où j'ai grandi, 1966), adaptation de la chanson d'Adriano Celentano, Il ragazzo della via Gluck, (1966)
- Serge Reggiani - Madame Nostalgie (album Et puis…, 1968)
- Hugues Aufray - Le petit âne gris (album Adieu monsieur le professeur, 1968)
- Barbara - Mon enfance (album Le Soleil noir, 1968)
- Barbara - L'Aigle noir (album L'Aigle noir, 1970)
- Georges Brassens - Heureux qui comme Ulysse (1970)
- Léo Ferré - Avec le temps (1971)
- Christophe - Paradis perdu (album Quand j'étais chanteur, 1973)
- Michel Delpech - Quand j'étais chanteur dans son album de 1975
- Lokomotive Kreuzberg - Nostalgie (album Fette Jahre, 1976)
- Nicolas Peyrac - Et mon père (album Jumbo, 1976)
- Gérard Lenorman - Nostalgies (album Nostalgies, 1978)
- Serge Gainsbourg - La Nostalgie, camarade (album Mauvaises nouvelles des étoiles, 1981)
- Julio Iglesias - Nostalgie (album Et l'amour créa la femme, 1982)
- Renaud - Mistral gagnant (album Mistral gagnant, 1985)
- Georges Moustaki - Chante ta nostalgie (1989)
- Charles Aznavour - Saudade (album Je bois, 1991)
- Mylène Farmer et Jean-Louis Murat - Regrets, (album L'Autre..., 1991
- Cesária Évora - Sodade (1992) sur son album Miss Perfumado
- Alain Souchon - Foule sentimentale (album C'est déjà ça, 1993)
- Francis Cabrel - Je t'aimais, je t'aime, je t'aimerai (album : Samedi soir sur la Terre, 1994)
- Hubert-Félix Thiéfaine - La nostalgie de Dieu (album La Tentation du bonheur, 1996)
- Alain Baschung - La nuit je mens, (album  Fantaisie militaire, 1998)
- Guy Marchand - Nostalgie (album NostalGitan, 1998)
- Nanase Aikawa - Nostalgia (album Crimson, 1998)
- Leila Chicot - Nostalgie (Album Excess, 2000)
- Bernard Lavilliers - Saudade (album Arrêt sur image, 2001)
- Patrick Fiori - Marseille (album Patrick Fiori, 2002)
- Miossec - Brest (album 1964, 2004)
- Marie Myriam - Nostalgia (album Encore, 2007)
- Ridan - Ulysse (album L'Ange de mon démon, 2007)
- Alain Souchon - Écoutez d'où ma peine vient (album Écoutez d'où ma peine vient, 2008)
- Diego el Cigala - Nostalgia (album Cigala & tango, 2010)
- Annie Lennox - Nostalgia, (Album, 2014)

- Quelques interprètes de chansons nostalgiques

"Quelques
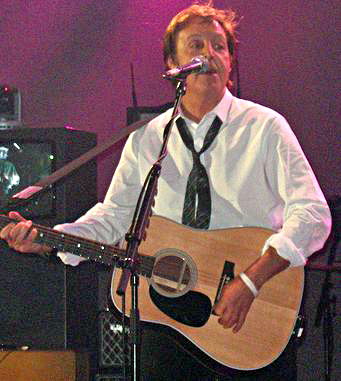
Paul McCartney.
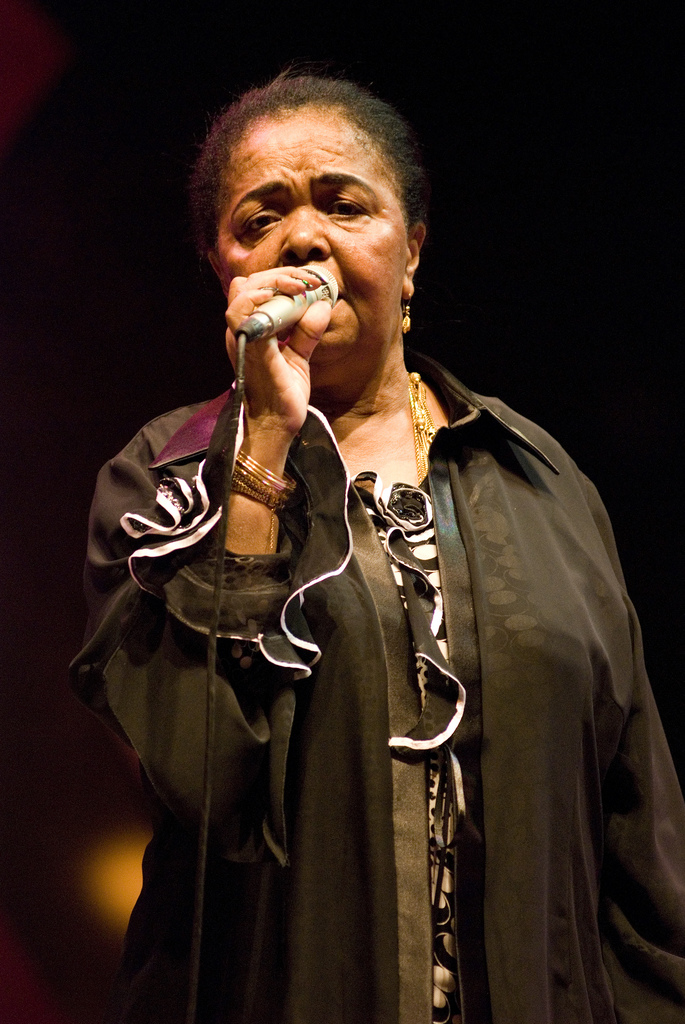
Cesária Évora
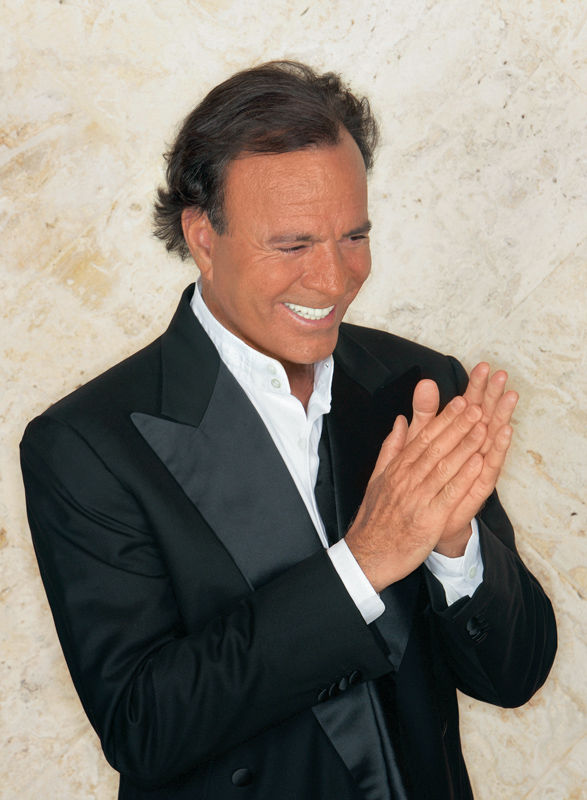
Julio Iglesias.
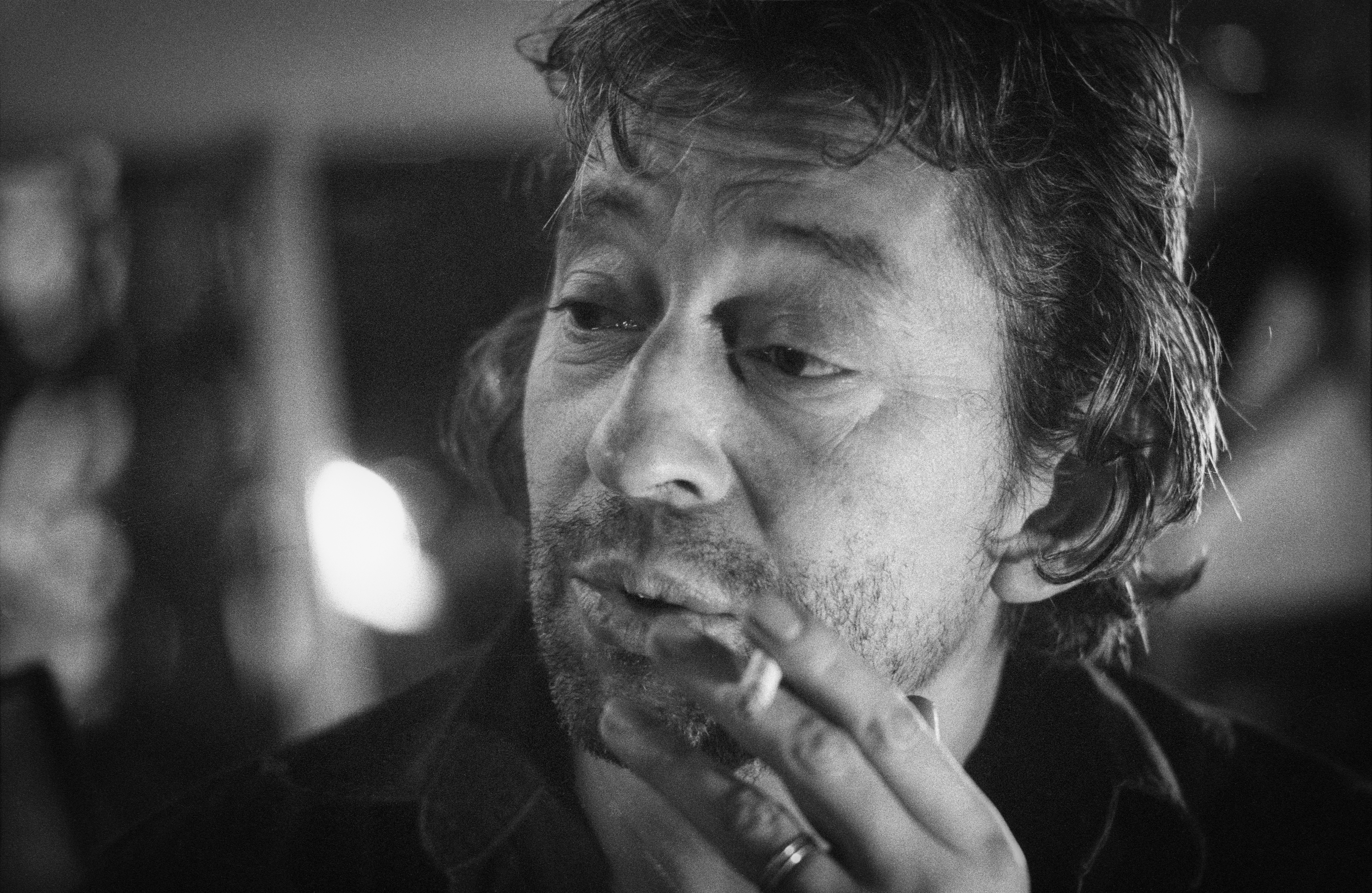
Serge Gainsbourg.
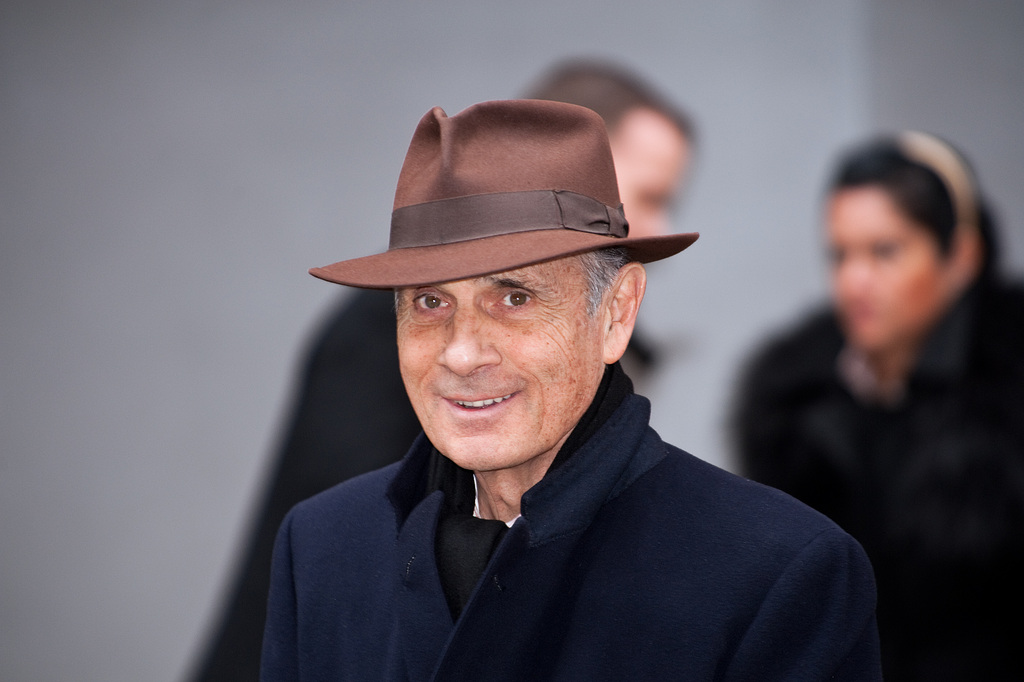
Guy Marchand.
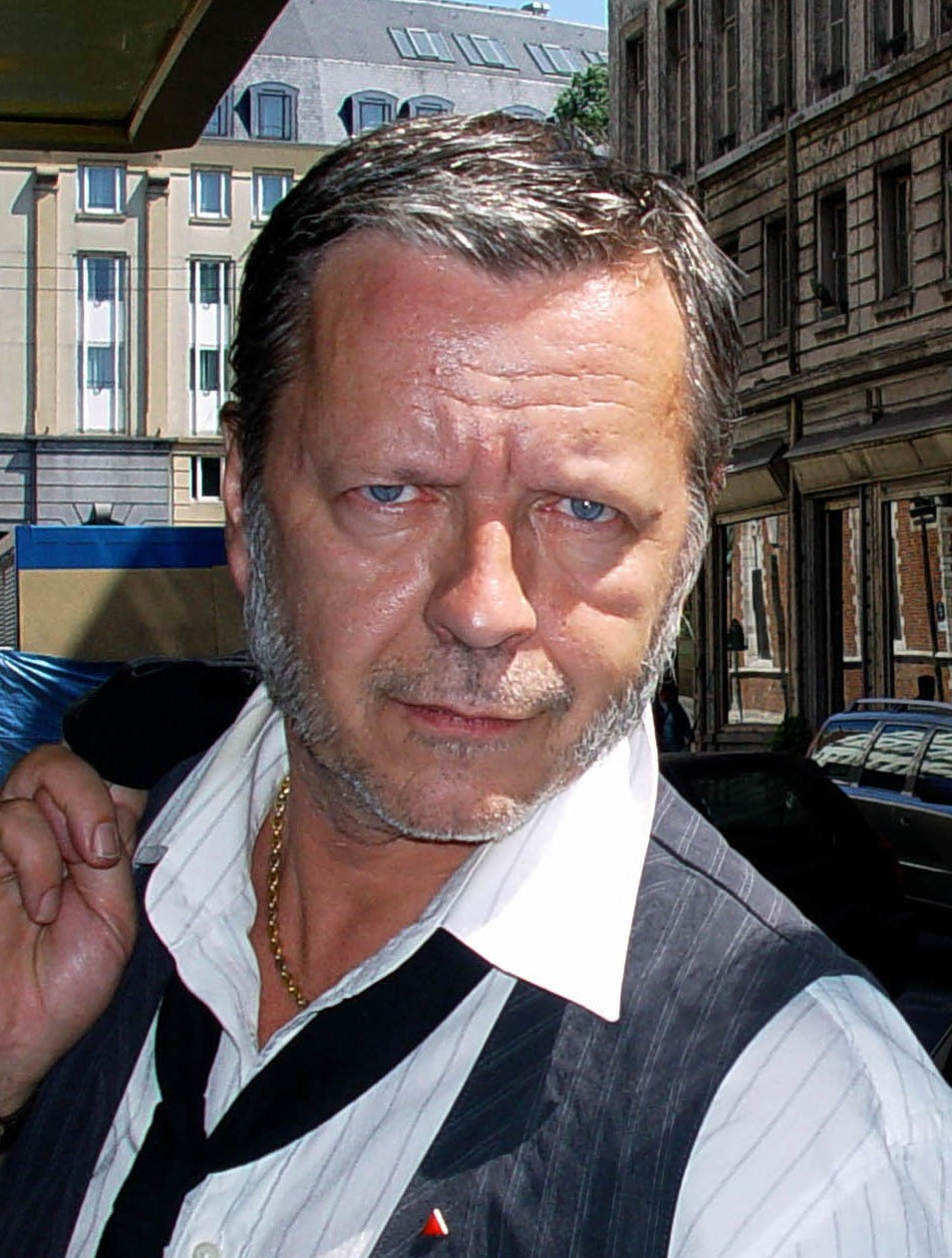
Renaud.
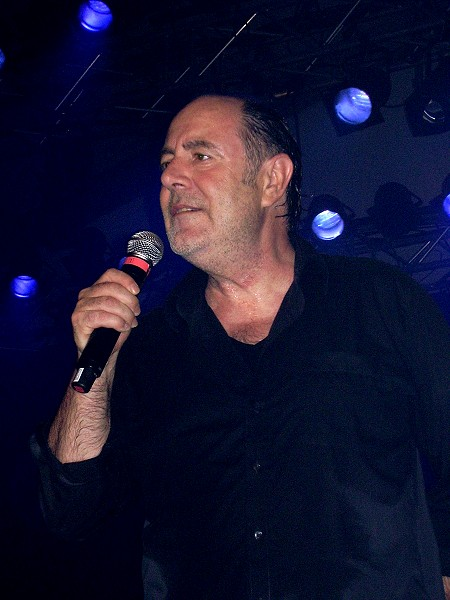
Michel Delpech.
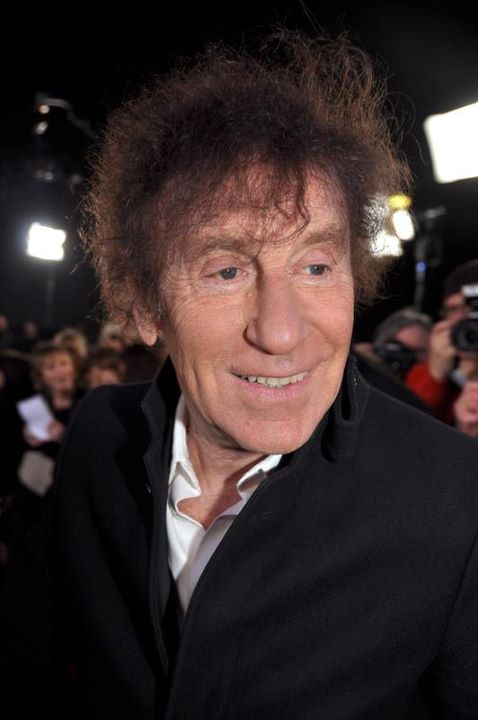
Alain Souchon

### Au cinéma

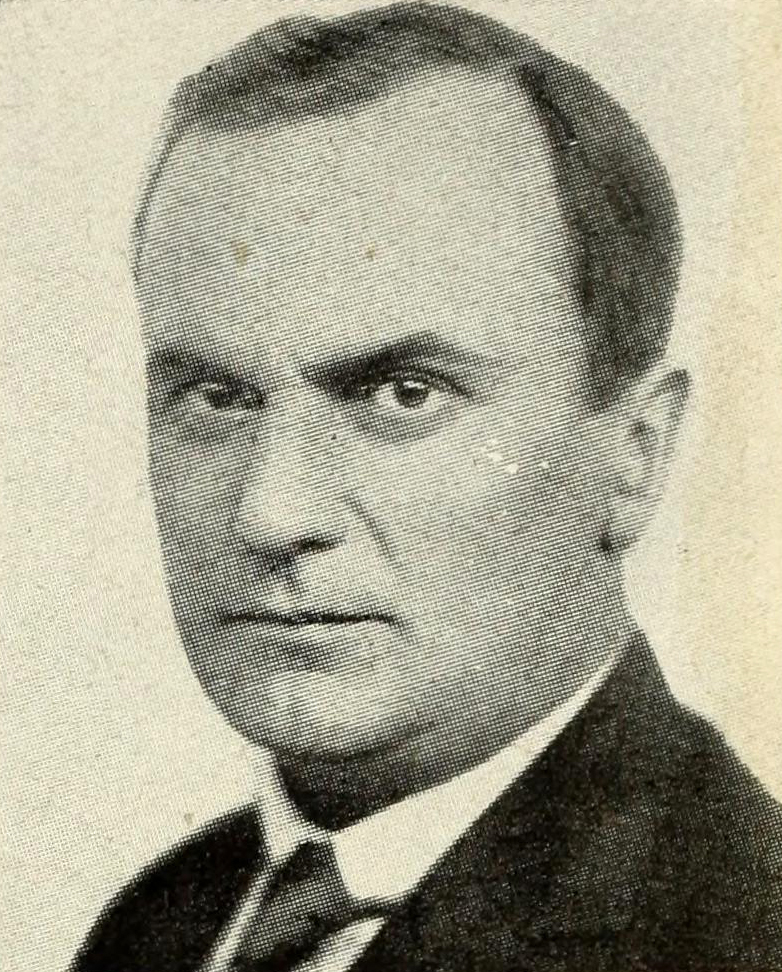
Victor Tourjansky.

- Le film Nostalgie est un film français réalisé par Victor Tourjanski, sorti en 1938, adaptation d'un roman d'Alexandre Pouchkine, sur un scénario de Jacques Companeez.
- Le film Nostalghia, réalisé par Andreï Tarkovski, lauréat du prix du meilleur réalisateur à Cannes, sorti en 1983.
- Le film Cinema Paradiso est un film dramatique franco-italien réalisé par Giuseppe Tornatore, sorti en 1988.
- Le film Nostalgie de la lumière (Nostalgia de la luz) est un film documentaire franco-chilien réalisé par Patricio Guzmán, sorti en 2010.
- le film Nostalgia est un film dramatique italien écrit et réalisé par Mario Martone, sorti en 2022. Le film s’ouvre sur une citation de Pier Paolo Pasolini[34] : « La connaissance est dans la nostalgie. Qui ne s’est pas perdu ne se connaît pas. »

### Dans les autres domaines
Au niveau médiatique, une station de radio créée en 1983, puis un réseau de radiodiffusion porte le nom de Nostalgie et diffuse essentiellement des chansons sur une période qui va des années 1960 jusqu'aux années 1990. Il existe également une chaîne de télévision thématique des réseaux câblés russes fondée en 2004 se dénomme Nostalguïa (russe : Ностальгия) et plus communément désignée sous le nom de Nostalgia.
L'émission française radiophonique diffusée du France Culture, intitulée Le Cours de l'histoire, dans sa série  « Histoire des sensibilités », présente un épisode consacrée à la nostalgie et intitulé L'impossible retour, la nostalgie à l'épreuve du temps, animée par l'historien Xavier Mauduit.
Dans le domaine de la science, certaines sciences physiques et naturelles présentent des traits nostalgiques dans leur objet d'étude. Contrairement aux sciences prédictives comme la chimie ou la biologie moléculaire, les sciences postdictives (paléontologie du Quaternaire, préhistoire, etc.) ont une composante de nostalgie d'un passé lointain qui ne reviendra pas. Dans le domaine de l'astronomie, l'astéroïde (3162) Nostalgie, est un astéroïde de la ceinture principale d'astéroïdes. Il fut nommé d'après ce sentiment.

### Colloques et expositions
Le colloque international du laboratoire de recherche 3L.AM, géré par un comité scientifique, qui s'est déroulé les 13 et 14 octobre 2016 à l'université d'Angers avait comme thème : « La nostalgie au cinéma ».
En 2017, l'université de Lorraine (site de Nancy) a organisé un colloque international de trois jours (30 novembre, 1 et 2 décembre) avec comme titre de sujet : « La Nostalgie dans tous ses états ».

### Ressource radiophonique
- Jean-Noël Jeanneney, « Nostalgie, quand tu nous tiens... » [audio], émission Concordance des temps (58 min), France Culture ; conversation avec l'historien Thomas Dodman, 5 novembre 2022.